# فيليب أغوستيني
فيليب أغوستيني (بالفرنسية: Philippe Agostini)‏ هو كاتب سيناريو ومصور سينمائي ومخرج فرنسي، ولد في 11 أغسطس 1910 في باريس في فرنسا، وتوفي بنفس المكان في 20 أكتوبر 2001.

## وصلات خارجية
- فيليب أغوستيني على موقع IMDb (الإنجليزية)
- فيليب أغوستيني على موقع ألو سيني (الفرنسية)
- فيليب أغوستيني على موقع أول موفي (الإنجليزية)
- فيليب أغوستيني على موقع قاعدة بيانات الأفلام السويدية (السويدية)
- فيليب أغوستيني على موقع قاعدة بيانات الفيلم (الإنجليزية)
- فيليب أغوستيني على موقع كينوبويسك (الروسية)